# Mago Merlotto
Mago Merlotto è un personaggio immaginario protagonista di una serie di storie a fumetti pubblicata in Italia dall'Editoriale Metro, ideato, scritto e disegnato da Pierluigi Sangalli; le storie del personaggio vennero in seguito realizzate da Sandro Dossi e da Mario Sbattella, spesso con elementi di satira contemporanea. Il personaggio è comparso come protagonista di storie autonome all'interno di Geppo, dove è stato pubblicato sino ai primi anni novanta, e di numerosi periodici della casa editrice. Il protagonista è una esplicita parodia di Mago Merlino, e si rifà in particolar modo alla versione targata Walt Disney comparsa nel film d'animazione La spada nella roccia.

## Trama
Il mago Merlotto non è un mago molto abile e dai poteri incredibili, bensì è pasticcione e distratto. Molte volte fa guai, ad esempio quando la gente di un villaggio gli aveva chiesto di far piovere per far sì che i loro campi diventino fertili lui con un incantesimo fece diluviare e distruggere tutto. Il mago è sempre accompagnato dal suo gufo Filomeno. Filomeno è più attento rispetto a Merlotto, e aiuta molte volte il mago ad uscire dai guai. Merlotto è anche un golosone, infatti vuole sempre mangiare, soprattutto la pastasciutta che è il suo piatto preferito. Egli infatti a volte in cambio di un incantesimo richiesto vuole come prezzo una paga "gastronomica". In alcune rare occasioni compaiono come guest stars altri personaggi delle Edizioni Metro quali Geppo e Popeye.